# Off Planet
Off Planet è il quinto album in studio del gruppo musicale britannico Django Django, pubblicato nel 2023.

## Tracce

### Disco 1
1. Wishbone – 4:11
2. Complete Me (featuring Self Esteem) – 4:46
3. Osaka – 3:19
4. Hands High (featuring Refound) – 3:19
5. Lunar Vibrations (featuring Isabelle Woodhouse) – 5:32

### Disco 2
1. Don't Touch That Dial (featuring Yuuko Sings) – 3:19
2. Back 2 Back (featuring Patience) – 4:10
3. Squid Inc. – 3:30
4. Come Down – 2:54
5. Golden Cross – 4:00

### Disco 3
1. No Time (featuring Jack Peñate) – 3:39
2. A New Way Through – 4:03
3. Galaxy Mood (featuring Toya Delazy) – 3:17
4. The Oh Zone – 2:10
5. Dead Machine (featuring Stealing Sheep) – 2:37
6. Dumdrum – 3:54

### Disco 4
1. Fluxus – 2:54
2. Slipstream – 5:07
3. Who You Know (featuring Bernardo) – 3:42
4. Black Cadillac – 4:04
5. Gazelle – 5:21

## Classifiche
| Classifica (2023) | Posizione raggiunta |
| ----------------- | ------------------- |
| Regno Unito       | 91                  |